# Tydeman's Late Orange (manzana)
Tydeman's Late Orange es una  variedad cultivar de manzano (Malus domestica). 
Un híbrido del cruce de Laxton's Superb x Cox's Orange Pippin. Criado en 1930 por H.M. Tydeman en la Estación Científica East Malling, Kent Inglaterra. Introducido en los circuitos comerciales en 1949. Las frutas tienen una pulpa cremosa muy firme, crujiente, bastante jugosa, con un sabor rico y aromático.

## Sinónimos
- "Tydeman's Late Cox",
- "Tydeman",
- "Tydeman Orange".

## Historia
'Tydeman's Late Orange' es una variedad de manzana, híbrido del cruce de Laxton's Superb x Cox's Orange Pippin. Desarrollado y criado a partir de 'Laxton's Superb' mediante una polinización por la variedad 'Cox's Orange Pippin'. Criado en 1930 por H.M. Tydeman en la Estación Científica East Malling, Kent Inglaterra. Introducido en los circuitos comerciales en 1949. Recibió el Premio al Mérito de la Royal Horticultural Society en 1965.
'Tydeman's Late Orange' se cultiva en la National Fruit Collection con el número de accesión: 1979-191 y Accession name: Tydeman's Late Orange (EMLA 1).

## Características
'Tydeman's Late Orange' árbol de extensión erguida, de vigor moderadamente vigoroso, portador de espuela. Los botones florales pueden aguantar las heladas tardías. Tiene un tiempo de floración que comienza a partir del 8 de mayo con el 10% de floración, para el 13 de mayo tiene una floración completa (80%), y para el 21 de mayo tiene un 90% caída de pétalos.
'Tydeman's Late Orange' tiene una talla de fruto medio si las flores se ralean anualmente; forma globosa cónica, con una altura de 55.00mm, y con una anchura de 58.50mm; con nervaduras débiles; epidermis con color de fondo es amarillo verdoso, con un sobre color rojo naranja, importancia del sobre color medio-alto, y patrón del sobre color rayado / sólido a ras presentando rubor rojo anaranjado y rayas rotas, algunas rayas de russeting, lenticelas de color claro, "russeting" (pardeamiento áspero superficial que presentan algunas variedades) bajo; la piel tiende a ser lisa y se vuelve grasienta en la madurez; ojo de tamaño mediano y abierto con pétalos largos y puntiagudos, colocado en una cuenca moderadamente profunda y ancha; pedúnculo corto y delgado y se coloca en una cavidad cubierta de "russeting", moderadamente profunda que tiende a ser algo estrecha; carne es de color amarillo cremoso, crujiente, firme y jugosa. Sabor dulce y algo picante con los ricos sabores y aromas de 'Cox's Orange Pippin'. La acidez tiende a suavizarse durante el almacenamiento.
Su tiempo de recogida de cosecha se inicia a mediados de octubre. Se mantiene bien hasta cuatro meses, pero con cierta merma de sabor.

## Usos
Una buena manzana de uso de postre fresca en mesa.

## Ploidismo
Diploide, auto estéril. Grupo de polinización: D, Día 13.

## Susceptibilidades
Resistente a la Sarna del manzano, pero susceptible al mildiu y al fuego bacteriano.